# Антонио Карлос Жобим
Антонио Карлос Жобим (порт. Antonio Carlos Jobim; Рио де Жанеиро, 25. јануар 1927 — Њујорк, 9. децембар 1994) је био бразилски композитор и пијаниста, и творац музичког стила боса нова са Жоао Жилбертом. Његове најпознатије композиције су "Garrota de Ipanema" ("The Girl from Ipanema"), "Corcovado", "Desafinado", "One Note Samba", "Insensatez", и многе друге, компоноване углавном почетком шездесетих. Међу извођачима његове музике су Жоао Жилберто, Аштруд Жилберто, Стен Гец, Ела Фицџералд, и многи други џез музичари и певачи.
Године 1965, албум Гец/Гилберто је био први џез албум који је освојио Греми награду за албум године. Такође је освојио награду за најбољи џез инструментални албум – појединачни или групни и за најбољи пројектовани албум, некласични. Сингл са албума „” („Девојка из Ипанема”), који је компоновао Жобим, постао је једна од најснимљенијих песама свих времена, а албум је освојио и награду за плочу године. Жобим је компоновао многе песме које су сада укључене у џез и поп стандардне репертоаре. Песму „Девојка из Ипанема“ други извођачи су снимили преко 240 пута. Његов албум из 1967. са Френком Синатром, Francis Albert Sinatra & Antônio Carlos Jobim, номинован је за албум године 1968.

## Рани живот
Антонио Карлос Жобим рођен је у округу средње класе Тијука у Рио де Жанеиру. Његов отац, Хорхе де Оливеира Жобим (Сао Габриел, Рио Гранде до Сул; 1889–1935), био је писац, дипломата, професор и новинар. Он је потицао је из угледне породице, био је пранећак Хозеа Мартинса да Круза Жобима, сенатора, државног саветника и лекара цара Дом Педра II. Док је студирао медицину у Европи, Жозе Мартинс је свом презимену додао Жобим, одајући почаст селу одакле је његова породица у Португалу, жупи Санта Круз де Жовим, Порто. Његова мајка, Нилза Брасилеиро де Алмеида (око 1910–1989), била је делимично староседелачког порекла из североисточног Бразила.

### Музички утицаји
Жобимови музички корени били су чврсто усађени у дело Пикингуинха, легендарног музичара и композитора који је започео модерну бразилску музику 1930-их. Међу његовим учитељима били су Луција Бранко и од 1941. године Ханс-Јоахим Келројтер, немачки композитор који је живео у Бразилу и увео атоналну и дванаесттонску композицију у земљи. На Жобима су такође утицали француски композитори Клод Дебиси и Морис Равел, као и бразилски композитори Ари Барозо и Хејтор Виља-Лобос, који је описан као Жобимов „најважнији музички утицај“. Међу многим темама, његови текстови су говорили о љубави, самооткривању, издаји, радости и посебно о птицама и природним чудима Бразила, попут шуме „Мата Атлантика“, ликовима бразилског фолклора и његовом родном граду Рио де Жанеиру.

## Каријера
Жобим је четрдесетих година прошлог века почео да свира клавир по баровима и ноћним клубовима Рио де Жанеира, а почетком 1950-их радио је као аранжер у студију Континентал, где је снимио своју прву композицију априла 1953, када је бразилски певач Маурици Моура снимио је Инцертеза, композицију Тома Жобима са текстом Њутна Мендонсе.
Године 1958. бразилски певач и гитариста Жоао Жилберто снимио је свој први албум са две најпознатије песме Тома Жобима: Desafinado и Chega de Saudade. Овај албум инаугурише покрет Боса Нова у Бразилу. Софистициране хармоније његових песама привукле су пажњу џез музичара у Сједињеним Државама, углавном након првог наступа Тома Жобима у Карнеги холу, 1962.

## Лични живот
Жобим је био ожењен Терезом Отером Хермани од 15. октобра 1949. и са њом је имао двоје деце: Паула Жобима (рођен 1950), архитекта и музичар, (отац Данијела Жобима (рођеног 1973) и Доре Жобим (рођене 1976)); и Елизабет „Бет” Жобим (рођене 1957), сликарке. Жобим и Тереза су се развели 1978. Дана 30. априла 1986. оженио се 29-годишњом фотографкињом Аном Беатриз Лонтра, са којом је имао још двоје деце: Жоао Франциска Жобим (1979–1998) и Марија Луиза Хелена Жобим (рођена 1987). Данијел, Паулов син, следио је пут свог деде поставши пијаниста и композитор, и извео је „Девојку са Ипанеме“ током церемоније отварања Летњих олимпијских игара 2016. у Рио де Жанеиру.

## Смрт
Почетком 1994. године, након што је завршио свој албум Антонио Брасилеиро, Жобим се пожалио свом доктору Роберту Хугу Коста Лими на проблеме са мокрењем. Подвргнут је операцији у болници Маунт Синај у Њујорку 2. децембра 1994. године. Дана 8. децембра, док се опорављао од операције, имао је срчани застој узрокован плућном емболијом, а два сата касније још један застој срца, од којег је преминуо. Иза њега су остала деца и унуци. Његов последњи албум Антонио Брасилеиро објављен је постхумно три дана након његове смрти.
Његово тело је сахрањено 20. децембра 1994. Сахрањен је на гробљу Светог Јована Крститеља у Рио де Жанеиру.

## Оставштина
Жобим је био иноватор у употреби софистицираних хармонских структура у популарној песми. Неки од његових мелодијских обрта, као што је мелодија која инсистира на дурском седмом акорду, постали су уобичајена појава у џезу након што их је он користио.
Међу бразилским сарадницима и тумачима Жобимове музике су Винисијус де Мораес, Жоао Жилберто (често се сматра кокреатором или творцем боса нове), Чико Буарке, Еду Лобо, Гал Коста, Елис Регина, Серђо Мендес, Аштруд Жилберто и Флора Пурим. Значајне аранжмане Жобимових композиција написали су Еумир Деодато, Нелсон Ридл, а посебно диригент/композитор Клаус Огерман.
Он је освојио награду за животно дело на 54. додели Греми награда 2012. године. Као постхумни омаж, 5. јануара 1999. године, општина Рио де Жанеиро променила је назив међународног аеродрома Галеао у Рију, који се налази на острву Говернадор, да носи име овог композитора. Аеродром Галеао се експлицитно помиње у његовој композицији „Самба до Авиао“. Године 2014. Жобим је постхумно примљен у Кућу славних латино текстописца. Магазин Билборд је 2015. прогласио Жобима за једног од 30 најутицајнијих латино уметника свих времена.
Амерички савремени џез певач Мајкл Франкс посветио је свој албум Напуштена башта из 1995. сећању на Жобима. Енглески певач и текстописац Џорџ Мајкл често је признавао Жобимов утицај. Његов албум Олдер из 1996. године био је посвећен Жобиму, а он је снимио „Десафинадо” на Ред Хот + Рио (1996) са Аструд Гилберто.
Званична маскота Летњих параолимпијских игара 2016. у Рио де Жанеиру, Том, добила је име по њему.

## Дискографија и композиције
| Студијски албуми - 1963: The Composer of Desafinado, Plays (Verve) - 1965: The Wonderful World of Antônio Carlos Jobim (Warner Bros.) - 1966: Love, Strings and Jobim (Warner Bros.) - 1967: A Certain Mr. Jobim (Warner Bros.) - 1967: Wave (CTI/A&M) - 1970: Stone Flower (CTI) - 1970: Tide (A&M) - 1973: Jobim (MCA) - 1976: Urubu (Warner Bros.) - 1980: Terra Brasilis (Warner Bros.) - 1987: Passarim (Verve) - 1995: Antônio Brasileiro (Columbia) - 1995: Inédito (Ariola) - 1997: Minha Alma Canta (Lumiar) | Колаборације - 1954: Sinfonia do Rio de Janeiro (Continental), са Били Бланко - 1956: Orfeu da Conceição (Odeon), with Винисијус де Мораес - 1957: "O Pequeno Príncipe" (Festa), аудио књига, чији је звучни запис компоновао Жобим - 1961: Brasília – Sinfonia Da Alvorada (Columbia), са Винисијус де Мораес - 1964: Getz/Gilberto (Verve) - 1964: Caymmi Visita Tom (Elenco/Polygram/Philips), са Доривал Кајмијем - 1967: Francis Albert Sinatra & Antônio Carlos Jobim (реприза) - 1974: Elis & Tom (Philips), са Елис Режином - 1977: Miúcha & Antônio Carlos Jobim (RCA), са Миушом - 1979: Miúcha & Tom Jobim (RCA), са Миушом - 1981: Edu & Tom (Philips), са Еду Лобом - 1983: Gabriela (RCA), оригиналну музику из филма „Gabriela, Cravo e Canela” |